# Batrachostomus mixtus
El podargo de Borneo o podargo de Sharpe (Batrachostomus mixtus) es una especie de ave caprimulgiforme de la familia Podargidae endémica de la isla de Borneo. Anteriormente se consideraba una subespecie del podargo colicorto (Batrachostomus poliolophus). 

## Distribución y hábitat
Se encuentra únicamente en los bosques tropicales de montaña de la isla de Borneo. Está amenazado por la pérdida de hábitat.